# Frühlings Erwachen (1929)
Frühlings Erwachen ist ein deutscher Stummfilm aus dem Jahr 1929 von Richard Oswald nach dem gleichnamigen Drama (1891) von Frank Wedekind.

## Handlung
Moritz Stiefel ist zwar sehr fleißig, doch trotz allem ein schlechter Schüler. Seinem Mitschüler Melchior Gabor fällt hingegen alles leicht. Beide stehen in Konkurrenz zu der gleichaltrigen Wendla Bergmann. Moritzens Furcht vor dem strengen Vater, der mehr Anstrengung und bessere Noten von seinem Sohn fordert, treibt Moritz Stiefel in den Selbstmord. 
Zwischen Melchior und Wendla entspinnt sich indessen eine Liebesaffäre, und bald ist sie von dem Jungen, dem scheinbar alles zu gelingen scheint, schwanger. Dadurch in große Nöte getrieben, begibt sich Wendla zu einer Engelmacherin. Bei der folgenden, verbotenen Abtreibung stirbt sie.

## Produktionsnotizen
Frühlings Erwachen entstand im September und Oktober 1929 im Efa-Atelier, Berlin. Die Uraufführung des sechsaktigen Films erfolgte in Berlin am 14. November 1929 im neueröffneten Stella Palast sowie im Münchner Phoebus-Palast.
Der mit Jugendverbot belegte Film erhielt das Prädikat „künstlerisch“. Conrad Flockner war als Aufnahmeleiter  beschäftigt, Max Knaake entwarf die Filmbauten.
Wie so häufig bei Oswald-Produktionen monierte die Filmzensur allerlei Szenen, die als sexuell anstößig oder doch zumindest als zu gewagt angesehen wurde. So wurden folgende Szenen verboten: 1. Die Szene, in der Wendla im Nachthemd dasteht und sich über ihre nackte Brust fährt (Beginn 3. Akt), 2. Die Großaufnahmen von Lehrer Habebalds lüstern wirkendem Gesicht und als er sich mit der Zunge über die Lippen fährt (Ende 3. Akt, 4. Akt), 3. Der Zwischentitel „Eigentlich ist er mir noch fünf Mark schuldig“ (3. Akt).
Die Uraufführung des Films erfolgte exakt einen Moment nach der gefeierten Aufführung des Stückes durch Karlheinz Martin an Berlins Volksbühne.

## Kritiken
Georg Herzberg schrieb im Film-Kurier: "Es war vorauszusehen, dass Wedekinds Jugendtragödie, vor Jahren schon einmal von dem Ehepaar Fleck schon einmal verfilmt, in dieser Zeit der heftigen Jugendproblemdiskussion noch einmal zur Kampfbasis benutzt würde. Der starke Stoff ist, wie auch der Erfolg des Dramas in der Volksbühne beweist, immer noch aktuell und zündend. (…) Das Zentralinstitut hat die klare, anständige und mätzchenlose Arbeit Richard Oswalds für künstlerisch wertvoll erklärt. Friedrich Raff und Herbert Rosenfeld schrieben das Manuskript. Grundsätzlich ist darüber zu sagen, daß die Tragödie des schlechten Schülers Moritz Stiefel gegenüber dem Schicksal der Wendla einen zu breiten Raum einnimmt. Das Schulthema mag ja die Autoren mehr gereizt haben, zumal da über die geschlechtliche Jugendnot die meisten Filmargumente schon erschöpft sind. Aber man empfindet bei dem Geschehen um Wendla eine innere Leere der Handlung, ihr Tod, Folge eines Eingriffes, kommt unvorbereitet und scheint nicht zwangsläufig aus dem Gang der Ereignisse hervorzugehen. Vor allem fehlt die Auseinandersetzung mit der öligen, verknöcherten Mutter vom Sussin-Typ, die immer nur an sich denkt, an ihre Hemmungen, das Kind aufzuklären, und an ihre Schande, als das durch sie selbst verschuldete Unglück eintritt."
Ernst Blaß konstatierte im Berliner Tageblatt: "Der Premierenfilm, Frühlings Erwachen, nimmt von Wedekind die Außenkonflikte. Schuldig bleibt er zwar das Atmosphärische, Dichterische: die frühen Beklommenheiten, Wonne du Spuk, das Labyrinth der Brust, den Schreck des Werdens. Doch er bringt immerhin von neuem einen Hinweis auf Schwierigkeiten, Ungelöstes, Tragisches. Menschlich und wertvoll ist auch das. (…) Der Regisseur Oswald macht de Gliederung konventionell, doch verlässlich. Die Kinder sehen etwas filmhaft aus. (…) Aber Wendla ist Tony van Eyck: ernsthaft, kindlich, spielend, wie betäubt (…) Und Balhaus als Darsteller des Stiefel: still und sehr hoffnungsreich."